# Tafeltennis op de Paralympische Zomerspelen 1964
De IIe Paralympische Spelen werden in 1964 gehouden in Tokio, Japan. Tafeltennis stond voor de tweede keer op het programma en was een van de negen sporten tijdens deze spelen.

## Evenementen
In totaal waren er 12 onderdelen op de Paralympics in 1960 bij het tafeltennis; acht voor mannen en vier voor vrouwen.
Mannen, individueel
- Klasse A1
- Klasse A2
- Klasse B
- Klasse C

Mannen, dubbel
- Klasse A1
- Klasse A2
- Klasse B
- Klasse C

Vrouwen, individueel
- Klasse B
- Klasse C

Vrouwen, dubbel
- Klasse B
- Klasse C

## Mannen

### Dubbel
| Rank | Land             |
| ---- | ---------------- |
| 1    | Nederland        |
| 2    | Verenigde Staten |

| Rank | Land                |
| ---- | ------------------- |
| 1    | Verenigd Koninkrijk |
| 2    | Verenigde Staten    |
| 3    | Verenigde Staten    |

| Rank | Land                           |
| ---- | ------------------------------ |
| 1    | Italië                         |
| 2    | Argentinië                     |
| 3    | Verenigd Koninkrijk Oostenrijk |

| Rank | Land                |
| ---- | ------------------- |
| 1    | Japan               |
| 2    | Verenigd Koninkrijk |
| 3    | Israël Duitsland    |

### Individueel
| Klasse    | land | Goud         | land | Zilver         | land    | Brons                         |
| --------- | ---- | ------------ | ---- | -------------- | ------- | ----------------------------- |
| Klasse A1 | USA  | S. Floresco  | NED  | J. Jacobs      | NED USA | M. de Groot Vincent Falardeau |
| Klasse A2 | GBR  | T. Taylor    | GBR  | M. Beck        | AUS     | Allan McLucas                 |
| Klasse B  | GBR  | P. Lyall     | ARG  | Honorio Romero | AUT     | Engelbert Rangger E. Fliessar |
| Klasse C  | ISR  | Baruch Hagai | JPN  | T. Yamazaki    | JPN GBR | K. Otsuka Gibson              |

## Vrouwen

### Dubbel
| Rank | Land                           |
| ---- | ------------------------------ |
| 1    | Verenigd Koninkrijk            |
| 2    | Italië                         |
| 3    | Verenigd Koninkrijk Oostenrijk |

| Rank | Land                |
| ---- | ------------------- |
| 1    | Australië           |
| 2    | Verenigd Koninkrijk |
| 3    | Israël Japan        |

### Individueel
| Klasse   | land | Goud      | land | Zilver       | land    | Brons                             |
| -------- | ---- | --------- | ---- | ------------ | ------- | --------------------------------- |
| Klasse B | AUS  | R. Kuhnel | GBR  | Susan Masham | ISR AUS | M. Escapa Elaine Schreiber        |
| Klasse C | BEL  | Y. Alloo  | ISR  | Mishani      | AUS GER | Marion O'Brien Marlene Muhlendyck |

Atletiek · Basketbal · Boogschieten · Dartchery · Gewichtheffen · Schermen · Snooker · Tafeltennis · Zwemmen
Rome 1960 ·
Tokio 1964 ·
Tel Aviv 1968 ·
Heidelberg 1972 ·
Toronto 1976 ·
Arnhem 1980 ·
New York & Stoke Mandeville 1984 ·
Seoel 1988 ·
Barcelona 1992 ·
Atlanta 1996 ·
Sydney 2000 ·
Athene 2004 ·
Peking 2008 ·
Londen 2012 ·
Rio de Janeiro 2016 ·
Tokio 2020 ·
Parijs 2024 ·
Los Angeles 2028